# 网纹鳐
网纹鳐（学名：Raja katsukii）为鳐科鳐属的鱼类。分布于日本北部陆奥西岸以及中华人民共和国山东省青岛等。该物种的模式产地在日本。